# Taylorisme
Taylorisme eller Scientific management er betegnelsen for en metode til planlægning af produktionen under industrialiseringen Den blev introduceret af Frederick Winslow Taylor i 1903 i en lille bog Shop Management, som i 1911 blev fulgt op af bogen The Principles of Scientific Management.
Formålet med tilgangen er at finde den optimale metode til at opnå et givet mål. Et af flere midler var tids- og bevægelsesstudier, hvorved man kunne skære al unødvendig fysisk bevægelse væk fra de konkrete arbejdsgange. Denne form for opgaveorienteret optimering af arbejdsgange er i dag slået fuldkommen igennem som en naturlig del af arbejdsplanlægning specielt i forbindelse med ufaglært arbejde som samlebåndsarbejde, rengøring og fastfood etablissementer.[kilde mangler]
Taylorisme nævnes ofte sammen med fordisme fordi den blev knyttet tæt til metoderne i masseproduktionen i den samlebåndsindustri, som Henry Ford havde så stor succes med at gennemføre. Taylors egen betegnelse for tilgangen var scientific management.
Tankegangen i Taylorismen er industriel; mennesket bliver hurtigt reduceret til en maskine, dvs. et sæt af funktioner, som man kan manipulere efter (forretningsmæssig) forgodtbefindende. En fuldkommen gennemførelse af taylorske principper er den sikre vej til ensidigt gentaget arbejde med alle de komplikationer, og den ineffektivitet, det vil føre med sig.[kilde mangler]
Taylor så dog selv sin scientific management som en metode, der både var optimal for ledelsen og arbejderne. Dette skyldes, at metoden bygger på objektive (altså videnskabelige) studier af arbejdet. På denne måde kunne det objektivt fastsættes, hvad man kunne forvente af arbejderen, og hvad en passende betaling var. Derved blev både virksomhedens profit og arbejderens indtægt sikret på bedste vis, hvilket Taylor så som det bedste grundlag at skabe tilfredshed for både ledelse og arbejder. Når alle således kunne se, at arbejdet var tilrettelagt på den objektivt eneste ordentlige måde, var alle grunde til konflikter mellem ledelse og arbejdere udryddet. 
I praksis var scientific management dog ofte årsag til konflikter, fordi ledelsen pressede arbejderne for hårdt og således forbrød sig mod princippet om en fornuftig sammenhæng mellem arbejdsindsats og løn. Konflikter, som bl.a. psykologen George Elton Mayo forsøgte at løse med grundlæggelsen af Human Relations Management.
Taylorisme er egentlig både et forkert og et upræcist ord at benytte. For det første kaldte Taylor selv ikke sine idéer for taylorisme. For det andet er meget af det, som senere er blevet kaldt "taylorisme" meget fjernt fra det, som Taylor selv stod for. Således ville han nok ikke have acceptere alt det, som Harry Braverman i sin kritiske bog fra 1978, "Arbejde og monopolkapital" tillagde ham. Taylorisme var på den tid nærmest blevet et begreb for en hensynsløs brug af rationalisering.
Ifølge Taylor selv (ifølge hans Shop Management) skulle et fuldkomment system baseret på den videnskabelige metode opfylde fem kriterier: 1) Der skulle ske nogle tekniske og organisatoriske forbedringer på forhånd, f.eks. et nyt bedre maskineri, regnskabssystem eller lagerrum. 2) Der skulle være en planlægningsafdeling 3) Der skulle være funktionelle formænd 4) Tidsstudier og endelig 5) Et nyt lønsystem.
Hvis man følger disse Taylors egne krav til et fuldkomment system, var der i mange år meget få virksomheder, der opfyldte betingelserne. Måske var der i Taylors levetid kun 5-6 i hele verden.

## Scientific Management i Danmark
I Danmark blev Taylors idéer søgt gennemført på NKT's fabrik, Trådværket i Middelfart. Den nystartede fabrik fik sin første ingeniør ansat i 1905, Walter Engel, og han søgte gradvist at indføre de nye idéer på fabrikken. I 1905 fik han beskrevet hele fabrikkens organisation, i 1907 fik han en kontorist ansat, som skulle arbejde med organisationen, og fra 1909 blev der yderligere ansat to statistikere til at føre varestatistik. Den hidtidige traditionelle ledelsesform blev ændret i 1910, da Engel blev udnævnt til direktør. Der blev udnævnt en driftsleder af hele fabrikken, og et Arbejdsbureau skulle nu til at styre fabrikationen.
Det vi kender bedst fra Scientific Management, tidsstudier, blev herefter indført som basis for nye akkorder. Danmarks måske første tidsstudie af denne type blev udført på fabrikken i 1911, da der blev taget tid på, hvor lang tid det tog nogle arbejdere at binde forzinkede tråd. Direktør Engel havde i mange år ønsket, at der blev indført stempelure, men først i 1915 tillod bestyrelsen, at der blev købt sådanne seks – efter deres mening dyre – kontrolure.
Systemet fik en krank skæbne i Middelfart. Da Engel blev afløst af en ny direktør, blev mange af de indførte reformer afskaffet. Direktøren ville f.eks. nu selv forhandle med arbejderne uden at gøre nytte af tidsstudier; han troede ikke på at der var nogen videnskabelig metode men stolede mere på sine egne og tillidsmændenes erfaringer.
Der var dog mange af de indførte reformer, som fortsatte. Blandt andet fortsatte den opbyggede organisation med tilhørende bureaukratiske rutiner på fabrikken og blev kopieret til mange andre foretagender.

### Første gennembrud i 1950'erne
Længe var der meget stille om scientific management i Danmark i modsætning til andre lande, som havde fået etableret institutter for indførelse af scientific management. Da debatten om rationalisering i Danmark for alvor dukkede op i slutningen af 1920'erne (ordet rationalisering var ikke brugt på dansk før den tid!) var scientific management ikke blandt tidens løsninger. I 1930'erne fandt man i stedet løsningen i datidens meget opreklamerede Bedaux-system, som bl.a. blev indført på tekstilfabrikkerne i Brede og Silkeborg. Hos sidstnævnte fabrik gav det dog så stor utilfredshed blandt arbejderne, at det resulterede i en af datidens helt store strejker.
Det egentlige gennembrud for Scientific Management skete først for alvor fra slutningen af 1940'erne. Via de nye samarbejdsudvalg arbejdede både arbejdsgivere og arbejdere sammen om at rationalisere blandt andet med tidsstudier og "nye" lønformer. Først i 1965 blev dette (gen)indført i Middelfart lang tid efter det var indført andre steder i dansk industri.

## Ikke nye idéer, men stærkt brand
Der var dog ikke mange af Taylors ideer, som var nye. Brugen af tidsstudier til at måle produktionens effektivitet havde været benyttet allerede i 1700'tallet, blandt andet af J.E. Norberg i Karlskrona, og senere i 1830'erne af Charles Babbage. En lang række personer har udformet teorier om ledelse, f.eks. Thomas More, Niccolo Machiavelli, James Steuart, Adam Smith, James Watt og Robert Owen for at nævne de mest kendte.
Når F. W. Taylor alligevel står som den kendteste person inden for ledelsesteori skyldes det i stor udstrækning hans situation. Han var blevet en rig mand takket være sin rådgivning – samtidig med at han fik indtægter fra sine opfindelser; bl.a. fik han patent på putteren, som i dag er et af de vigtigste redskaber i golf. Han kunne derfor fuldtids agitere for scientific management (som det først sent kom til at hedde), og han fik samtidig en række dygtige folk omkring sig, som var med til at håndhæve det vi med et nyt ord kalder et "brand".
Der er dog en af Taylors opfindelser, som for alvor fik betydning for indførelsen af scientific management. Det var high-speed stålet, som han kunne præsentere på verdensudstillingen i Paris i 1901. Takket være denne vigtige nyskabelse fik han nærmest en forgudet status i stålindustrien. Det var da i Europa også især denne industri, som først tog ideerne om scientific management til sig.